# Шанкха
Ша́нкха (санскр. शंख, IAST: Śaṇkha, тиб. དུང་དཀར་, Вайли dung dkar, лхасск. tʰúŋkar) — ритуальный предмет в форме морской раковины больших размеров, а также священный символ в индуизме и буддизме. Особенностью ритуальной или священной раковины является её закручивание вправо по часовой стрелке. В индуизме раковина олицетворяет благословение, является атрибутом Вишну и символом первичного звука, «Нада-Брахма» (звука дыхания Брахмы), из которого возникла Вселенная. Вайшнавская раковина почитается как благоприятный священный предмет. Из-за водного происхождения раковины и её некоторого внешнего сходства с вульвой она рассматривается как символ плодородия или плодовитости. Священная раковина защищает её владельца от зла, помогает бороться с демонами, наделяет мощью и призывает божественные силы. Считается, что раковина обеспечивает защиту от сглаза, а сама она является объектом поклонения. Звук раковины, когда её использовали как духовой инструмент, возвещал начало и завершение битвы.
Раковина широко употребляется в ритуальном обиходе индуистов. В частности, она стала одним из инструментов, с помощью которых призывают божество. Звук, исходящий из раковины, открывает или закрывает богослужение в индусских храмах.
Отпечаток изображения шанкхи ставится на левом плече шри-вайшнава, прошедшего ритуал посвящения (англ. Pancha Samskaram Sadacharyan). Аналогичный ритуал существует в Мадхва-сампрадае (и называется англ. Tapta Mudra Dharana), однако проводится он ежегодно.

## Происхождение раковин

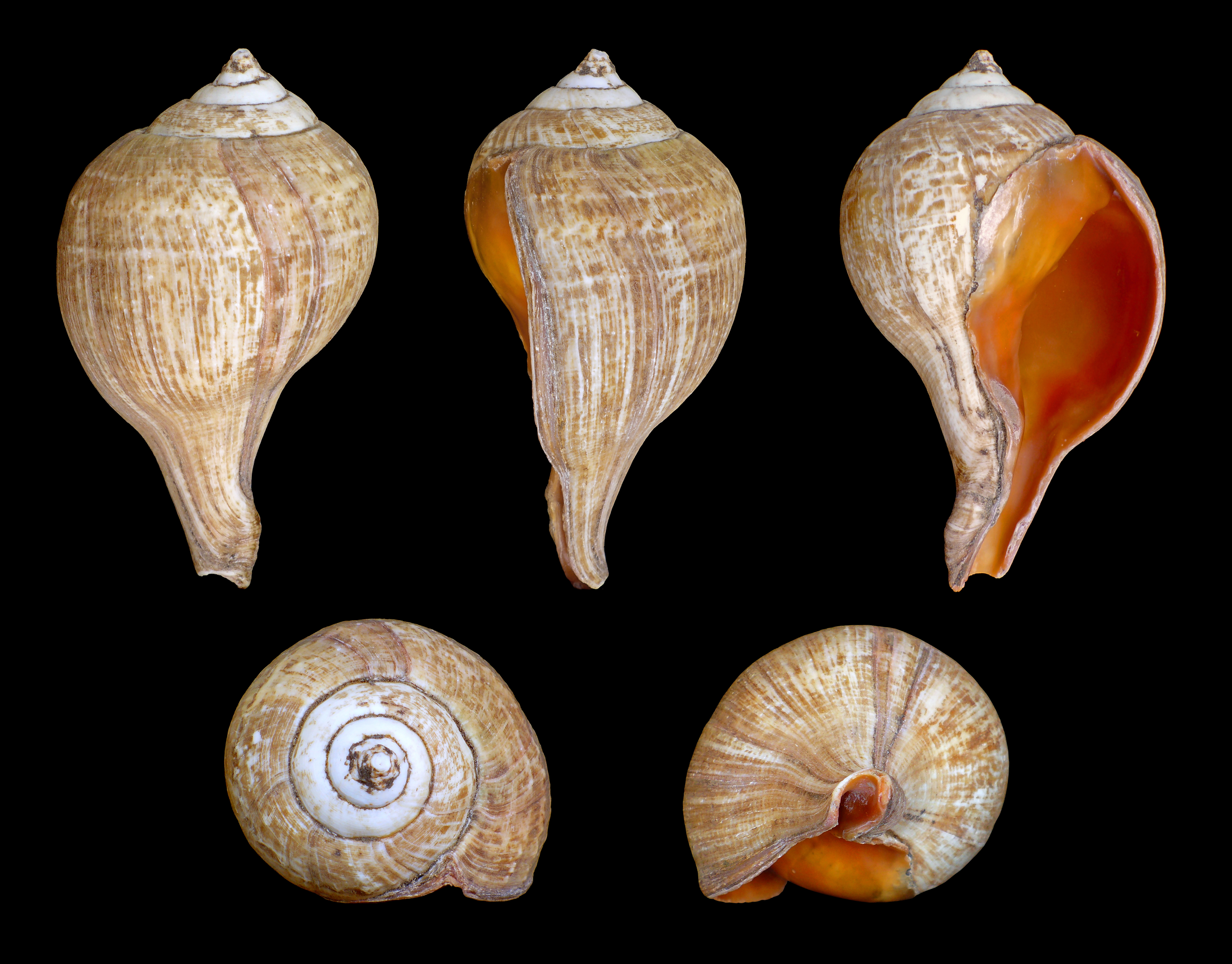
Раковина турбинелла пирум

Раковины, используемые для ритуального поклонения и изображения божеств, являются раковинами брюхоногого моллюска турбинелла пирум. Это крупные раковины длиной до 22 см. Своё название они получили из-за схожести формы раковины с плодом груши. Это крупные и прочные раковины, как правило, жёлтого или коричневого цвета. Они имеют блестящую и немного прозрачную поверхность. Раковины добываются в Индийском океане на малых глубинах, прежде всего, на Юго-Восточном побережье Индии и Шри-Ланки. В индуизме наиболее востребованы крупные раковины белого или жёлтого (солнечного) цвета с прямым и острым сифональным выростом.
Почти у всех брюхоногих моллюсков Индийского океана раковины закручиваются вправо (по часовой стрелке), они называются дексиотропными. В редких случаях раковины закручиваются влево, называют синистральньми (англ. sinistral). В Индии их особо почитают и называют «дакшинаварти шанкха» (англ. dakshinavarti shankh). Обычные раковины, которые естественным образом закручиваются влево, известны как вамаварта (англ. vamavarti shankh).

## Шанкха в индуизме

### Иконография
В Древней Индии раковины ассоциировались с матриками (богинями-матерями), любовью и браком. Раковина являлась атрибутом богинь-защитниц, прежде всего, триматрик (Брахмани, Махешвари, Вайшнави), а также Индрани. По мере развития вайшнавизма раковина как священный атрибут стала одним из символов Вишну. Известный нидерландский индолог Ян Гонда писал по этому поводу:

Когда Вишну занял высокое положение [в божественном пантеоне], раковина, являясь одной из его главных эмблем, не могла не получить особую религиозную важность в кругах его преданных.
— Я. Гонда. Аспекты раннего вишнуизма.

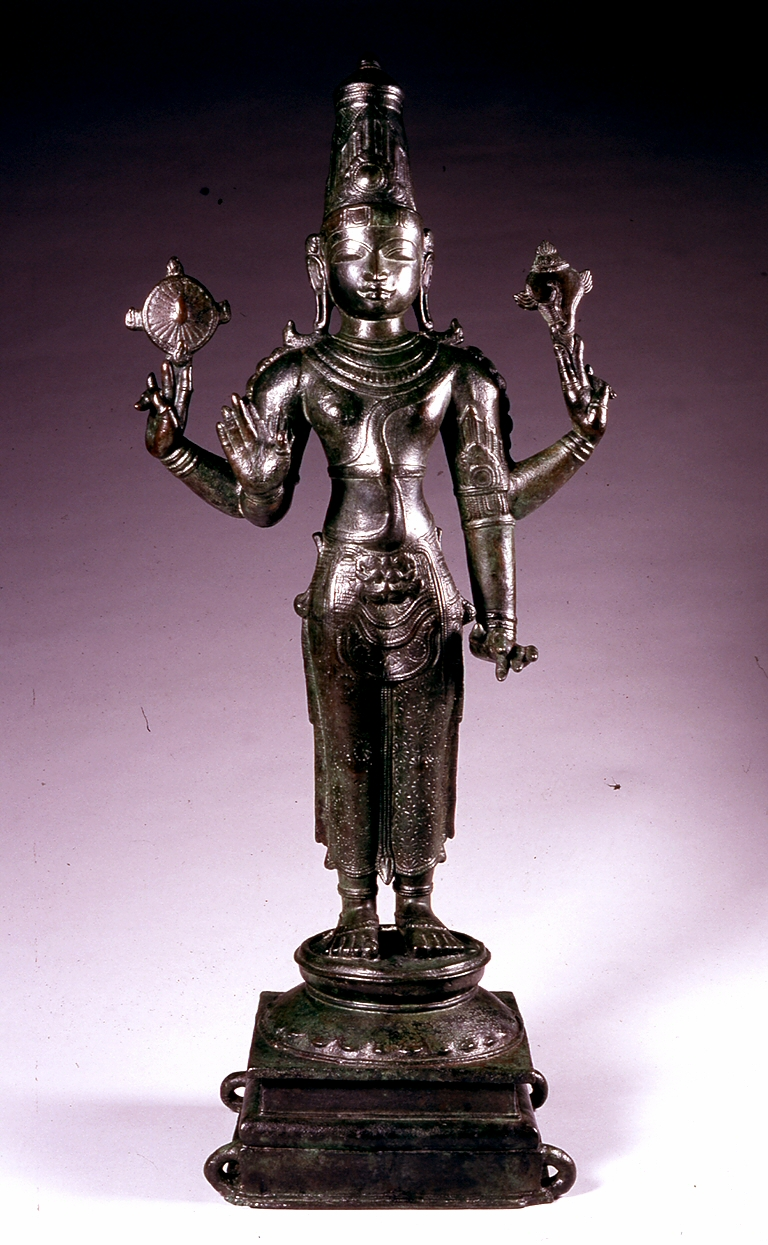
Бронзовое мурти Вишну, держащего шанкху в левой верхней руке. Индия, XII век. Из коллекции Художественного музея Уолтерса (Балтимор)

Сегодня шанкха является одним из ключевых атрибутов Вишну. На большинстве изображений или в изваяниях Вишну можно увидеть, что он держит в руке шанкху наряду с Сударшаной, лотосом и булавой. На изображениях Вишну, относящихся к IV веку, шанкха держится на указательном пальце божества, который вставлен в отверстие раковины. В период Гуптов IV и V веков эта иконографическая традиция сохранилась. В последующем Вишну держит шанкху зажатой в ладони или между пальцами. Однако изображения шанкхи с пальцем в раковине сохранялось вплоть до XII века, особенно в Непале.
Земные воплощения Вишну, такие как Матсья, Курма, Вараха и Нарасимха, также держат шанкху. Кришна обладает шанкхой, известной как «Панчаджанья» (санскр. Pâñcajanya). Ряд ипостасей Вишну имеют шанкху, к ним относятся Кешава, Мадхусудхана, Дамодара, Баларама и Вамана. Региональные формы Вишну, такие как Джаганнтаха и Витхоба, нередко изображаются держащими шанкху. В традиции индуизма Будда признаётся девятым из десяти воплощений Вишну. Возможно, тот факт, что два божества, Индра и Брахма, традиционно изображаются перед троном Будды подносящими ему атрибуты Вишну — раковину и чакру, — больше чем просто совпадение.
Помимо Вишну шанкху изображают и у других божеств. В частности, раковина может присутствовать у бога солнца Сурьи, царя неба и дождя Индры и бога войны Карттикеи, богинь Вайшнави и Дурги. Аналогичным образом Гаджа-Лакшми (англ. Gaja Lakshmi) держит шанкху в правой руке и лотос в левой.
В ряде случаев шанкху персонифицируют как Аюдха-пурушу (англ. Ayudhapurusha) или человека-спутника Вишну. На барельефах и в скульптурах он изображается как мужчина, стоящий возле Вишну или его аватара. Он принимает форму Шанкха-пуруши (англ. Shankhapurusha), который держит раковины в обеих руках.
В храмовых комплексах шанкха вырезается на каменных столбах храма, его стенах и башнях (гопурамах). Город Пури называют Шанкха-кшетрой (англ. Samkha Kshetra) и изображают на картах как ракушку с храмом Джаганнатха в центре.

### Символизм
Ранний индуизм разделял раковины по половой принадлежности. Круглые раковины с толстыми стенками считались мужскими, или пуруша, а небольшие раковины с тонкими стенками считались женскими, или шанкхини. Деление индуистского общества на четыре касты применялось к раковинам. Гладкие белые раковины представляли касту священнослужителей, или брахманов, красные раковины — касту воинов, или кшатриев, жёлтые раковины — касту торговцев, или вайшьев, а неяркие серые раковины представляли касту разнорабочих, или шудр. Дальнейшее разделение делается между обычными раковинами, которые естественным образом закручиваются влево и известны как вамаварта, и более редко встречающимися раковинами, закручивающимися вправо, которые известны как дакшинаварта и считаются самыми благоприятными для ритуального использования.
В священных текстах индуизма шанкха ассоциируется со славой, долголетием, процветанием и очищением от грехов. Будучи водного происхождения, раковина олицетворяет женское плодородие (в тантре) и связана со змеями (нагами).
Звук, исходящий из раковины, когда в неё трубят, символизирует священный звук «ОМ». Звук расходится в пространстве, а Вишну, держащий шанкху, представляется в образе Повелителя пространства.
Согласно Брахмавайварта-пурана, шанкха является местом обитания Вишну и Лакшми, поскольку раковина пребывает в океане, как и божественная пара в водах первозданного молочного океана.
В индийском классическом танце стиля Бхаратанатьям танцовщица использует более 50 мудр или символических жестов руками. Среди них есть шанкха-мудра или благоприятный символ.

Шанкха в Непале
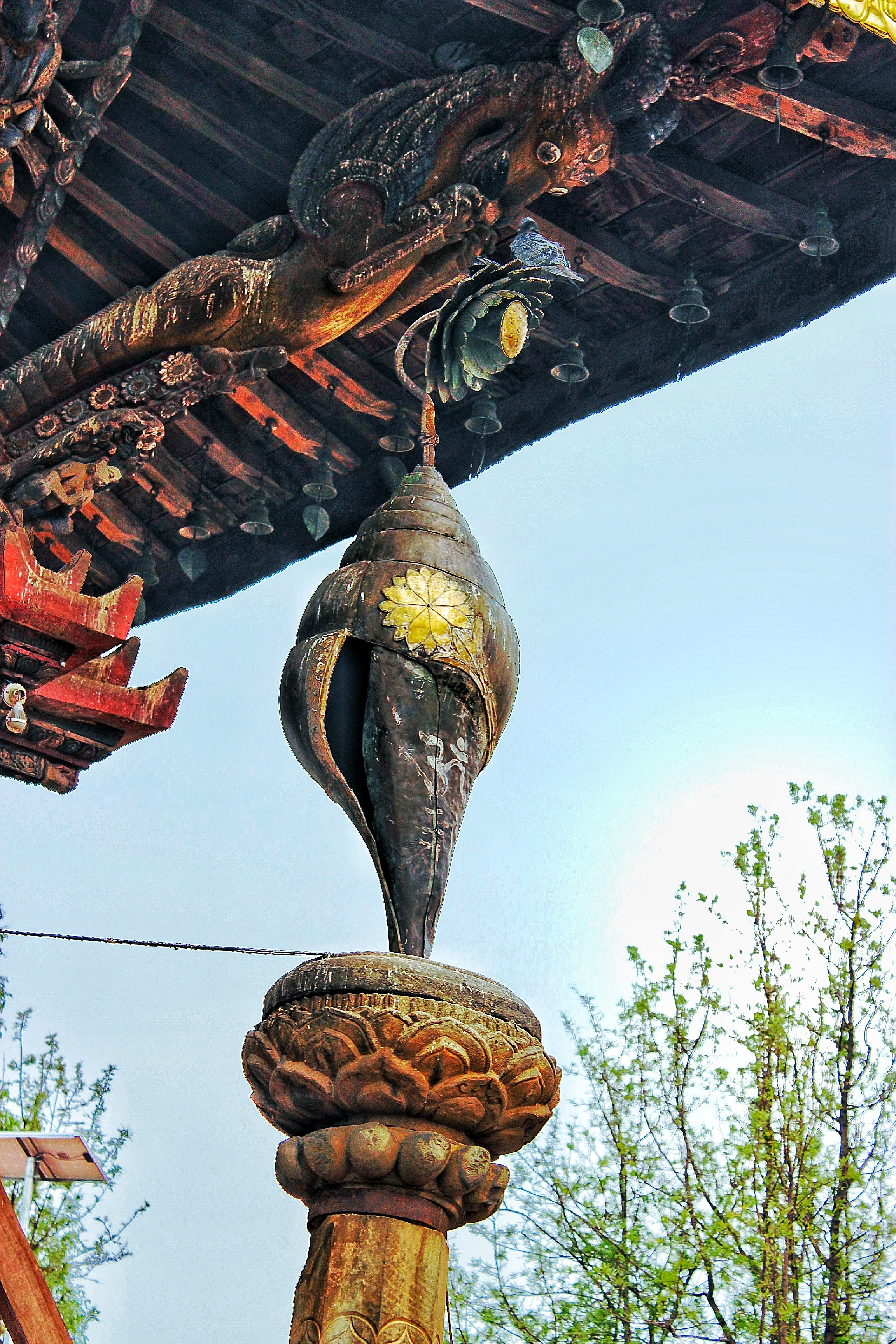
Храм Чангу Нараян
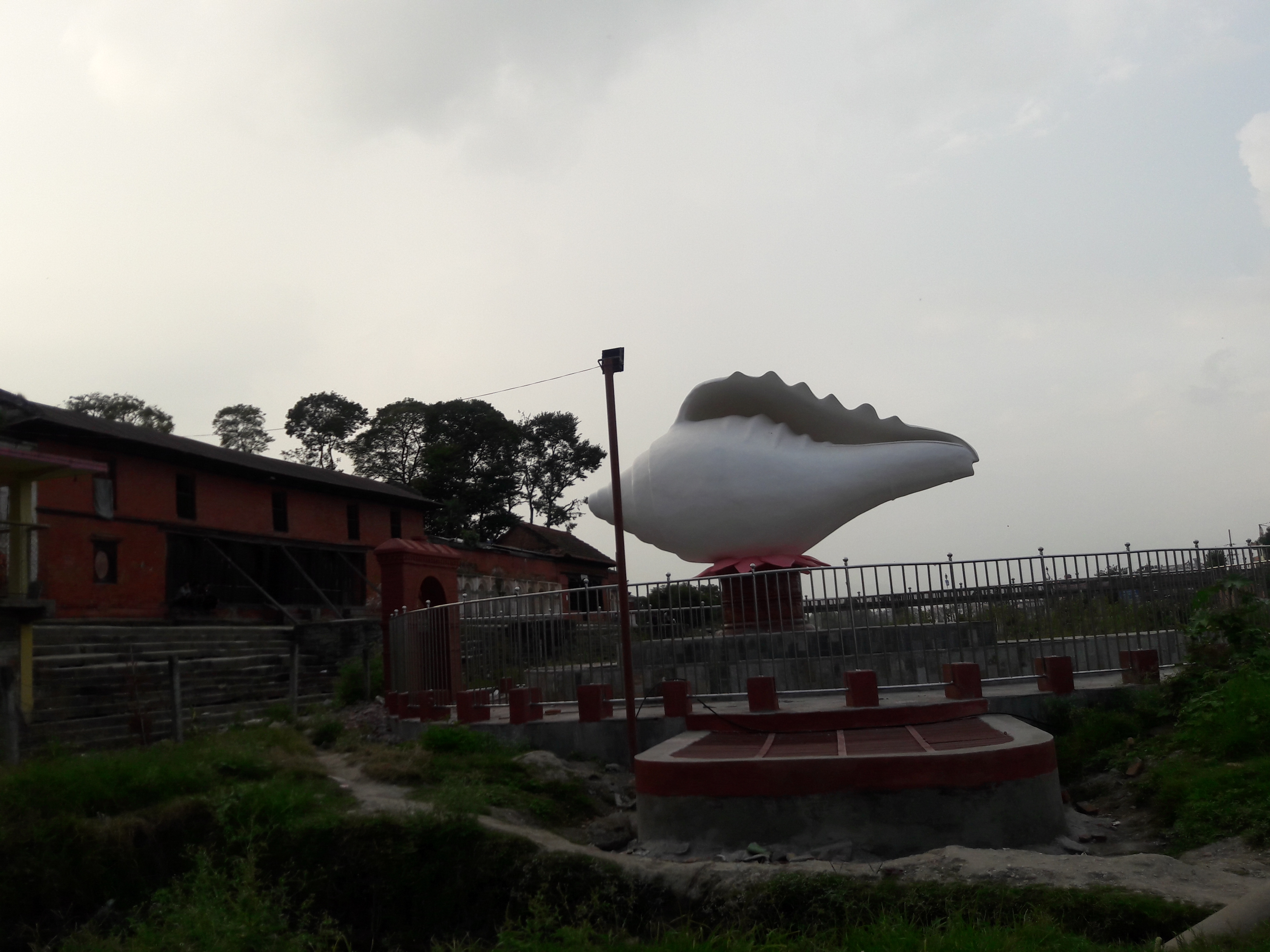
Современный памятник шанкхе
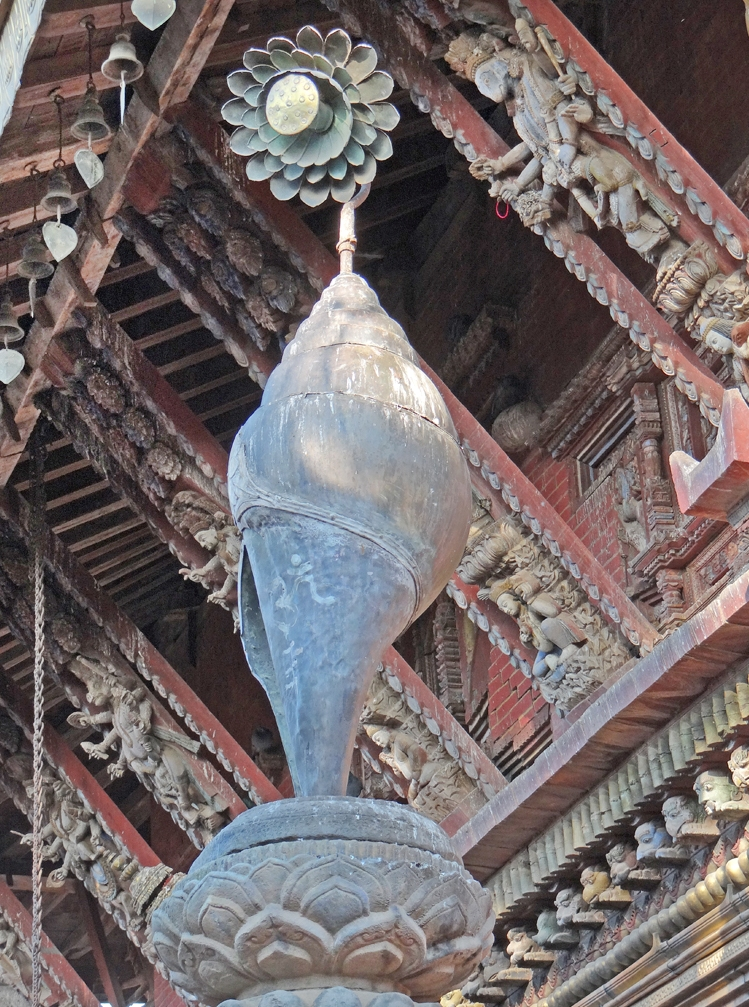
Храм Чангу Нараян

### Мифология

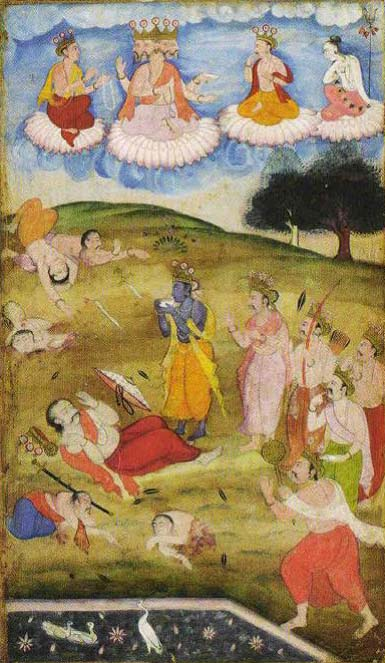
Кришна трубит в раковину в завершение битвы на Курукшетре. Иллюстрация к Махабхарате 1598 года

Брахмавайварта-пурана описывает происхождение раковин. Господь Шива бросил в демонов свой трезубец, который сжёг их мгновенно божественным огнём. Пепел демонов улетел в мир, и из него возникли ракушки. Одна из историй Брахмавайварта-пуран гласит, что аватара Вишну по форме Матсья убил демона по имени Шанкхасура.
В эпосах Рамаяне и Махабхарате шанкха неоднократно упоминается. В Рамаяне Лакшмана, Бхарата и Шатругхна рассматриваются как воплощения, соответственно, Шеши, Сударшаны и Шакхи, а их старший брат Рама — как воплощение самого Вишну. В Махабхарате каждый из пяти братьев пандавов обладает священными раковинами. Они имели собственные имена: Ананта-Виджая (Юдхиштхира), Пундра-Хаджа (Бхима), Девадатта (Арджуна), Сугхоша (Накула), Мани-пушпака (Сахадева). Испускающая огонь раковина Кришны была названа Панчаджанья, что означает «имеющая власть над пятью классами существ». Её победоносный звук наводил ужас на врага. Как военный рог раковина подобна современному горну — как символ могущества, власти и превосходства. Его благоприятный звук считается отгоняющим злых духов, отвращающим природные катастрофы и распугивающим вредоносных сущностей. В прошлом шанкху использовали на поле боя для созыва войска, оповещения об атаке или начале битвы.

### Шанкха в поклонении
В раковину трубят в ходе индуистских храмовых или домашних ритуалов. В частности, перед началом пуджи, даршана или в завершение поклонения, в ходе арати, когда огонь преподносится божеству. Кончик раковины отпиливается, чтобы образовался мундштук, а закручивающийся вправо поток воздуха создаёт звуковой символ первичного дыхания Вселенной. Ряд общин, особенно в Бенгалии, использует раковину как духовой инструмент во время свадебной церемонии. Считается, что звуковые вибрации оказывают положительное влияние на окружающее пространство и изгоняют злых духов. Аналогичные ритуалы характерны для брахманских сообществ Южной Индии: Танджавура, Мадурая, Тируччираппалли и Тирунелвели — все они являются центрами шри-вайшнавизма. В некоторых горных деревнях Северной Индии в раковину трубят для объявления смерти в семье или деревне. Считается, что это может быть как средством коммуникации на дальние расстояния, так и ритуальной традицией, возвещающей возвращение души в божественную обитель.

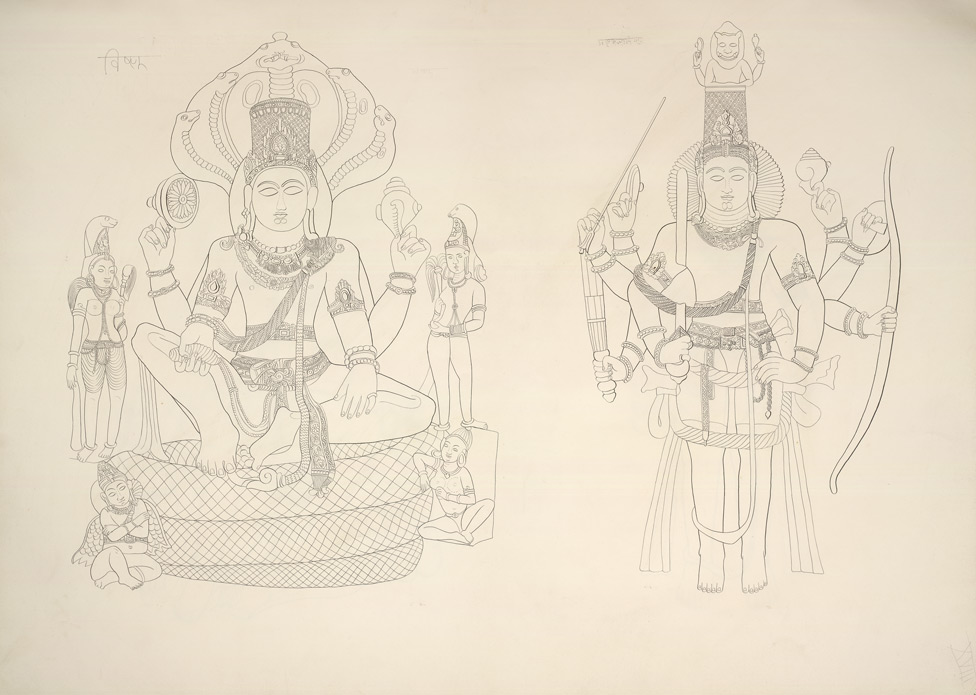
Шанкха в пещерном храме Бадами (зарисовка)

В ходе ритуала абхишека мурти Вишну омывается из раковины. Согласно Падма-пуране, омовение Вишну коровьим молоком равносильно выполнению миллиона огненных жертвоприношений. Омовение Вишну водой из реки Ганг освобождает верующего от одного цикла рождения и смерти. Падма-пурана провозглашает: один простой вид раковины рассеивает все грехи, как солнце рассеивает туман. Раковина, помещённая на небольшую подставку-треногу, служила сосудом для освящённой жертвенной воды на пуджах и ритуалах, она известна как шанкха-патра. Порошок раковины используется как лечебный препарат в индийской аюрведической медицине, где он в основном применяется для лечения желудочных заболеваний.
В вайшнавизме символ шанкхи ставится раскалённым металлом на теле последователя. В шри-вайшнавизме ритуал проводится только один раз в жизни во время инициации, когда учитель посвящает ученика в мантру. Однако в Мадхва-сампрадае отпечаток шанкхи на теле может проставляться в ритуале «тапта мудра дхарана» (англ. Tapta Mudra Dharana) неограниченное число раз. Ритуал проводится в день шаяни-экадаши или одиннадцатый лунный день месяца ашадхи (июнь-июль).
Металлические штемпели из золота, серебра или меди с изображением атрибутов Вишну нагреваются на углях в ходе хомы (яджны). Затем ими прижигают некоторые участки тела, после чего на коже остаётся узор от ожога. Взрослым мужчинам отпечатки атрибутов могут проставляться в пяти местах на руках и груди. Женщинам и детям они ставятся только два раза на руках. «Тапта мудра дхарана» пользуется среди верующих индусов популярностью и проводится санньяси из Мадхва-сампрадаи в храмах Кришны ежегодно. В Индии считается, что ритуал оказывает положительное влияние на нервную систему и активирует чакры.

Раковины в традиции индуизма
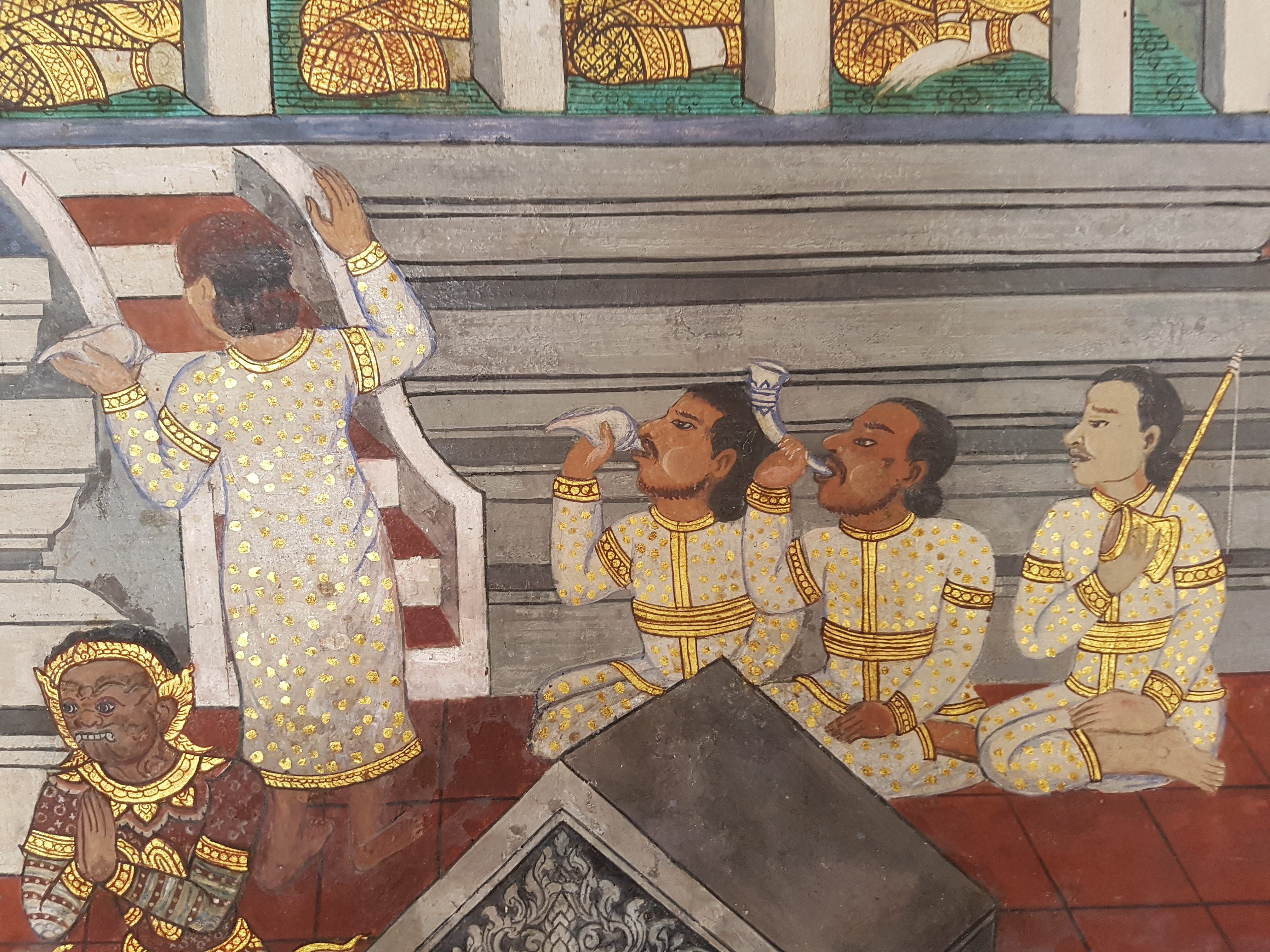
Брахманы при царском дворе трубят в раковины. Иллюстрация к тайской версии Рамаяны. Храм Изумрудного Будды, Бангкок.
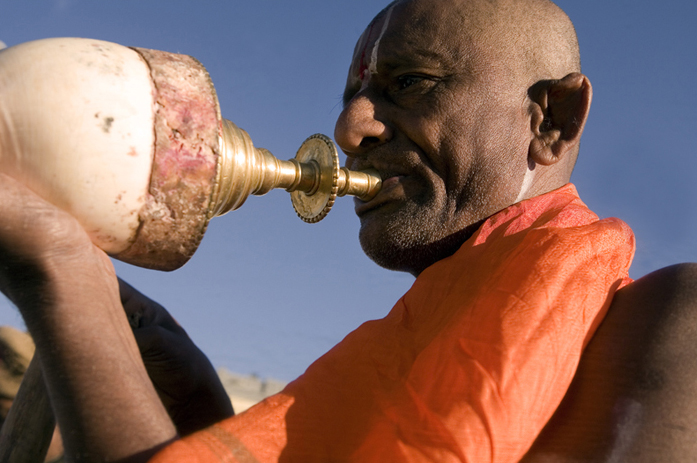
Индийский священник трубит в конх во время пуджи
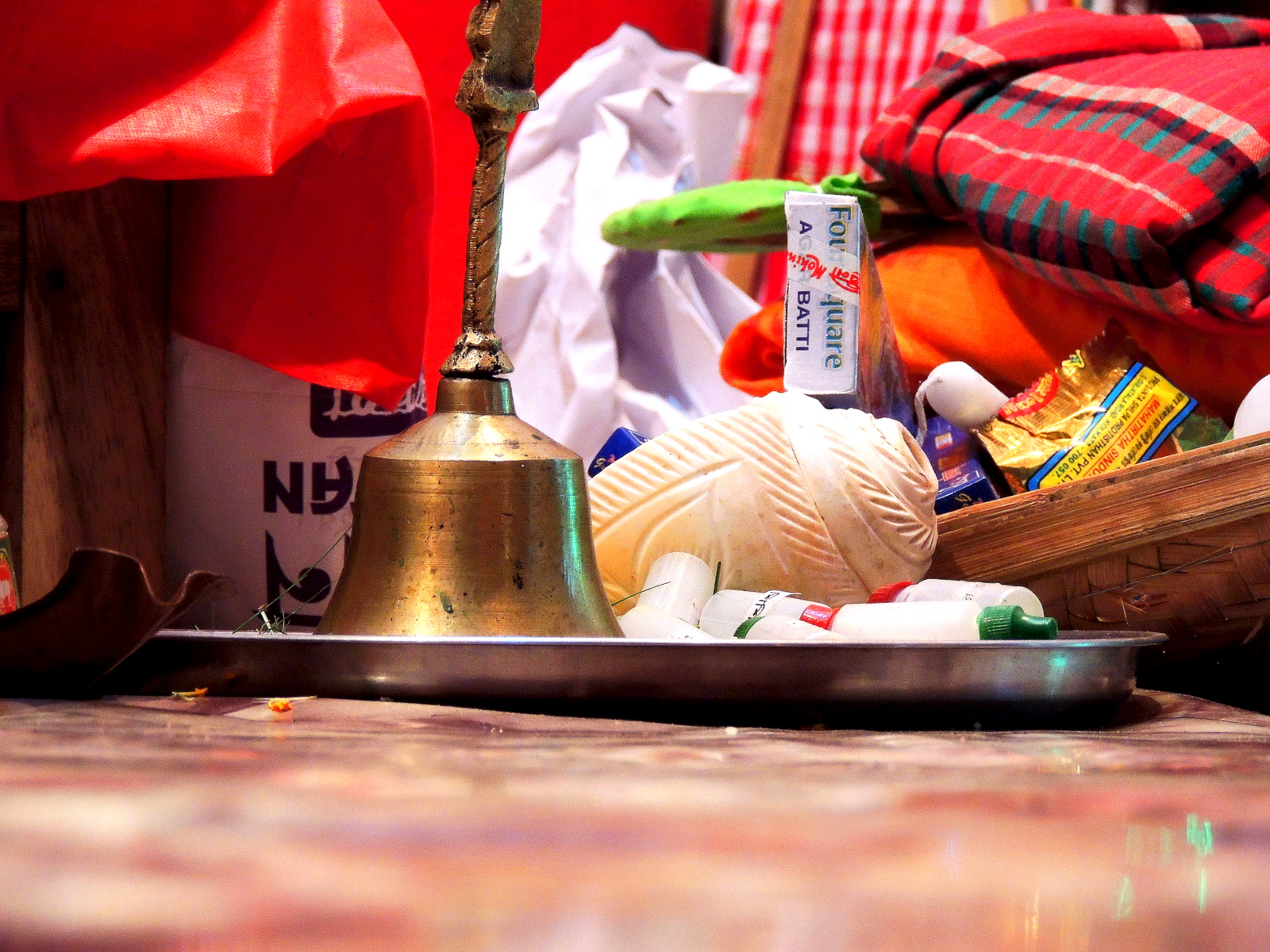
Шанкха участвует в ежедневных домашних ритуалах
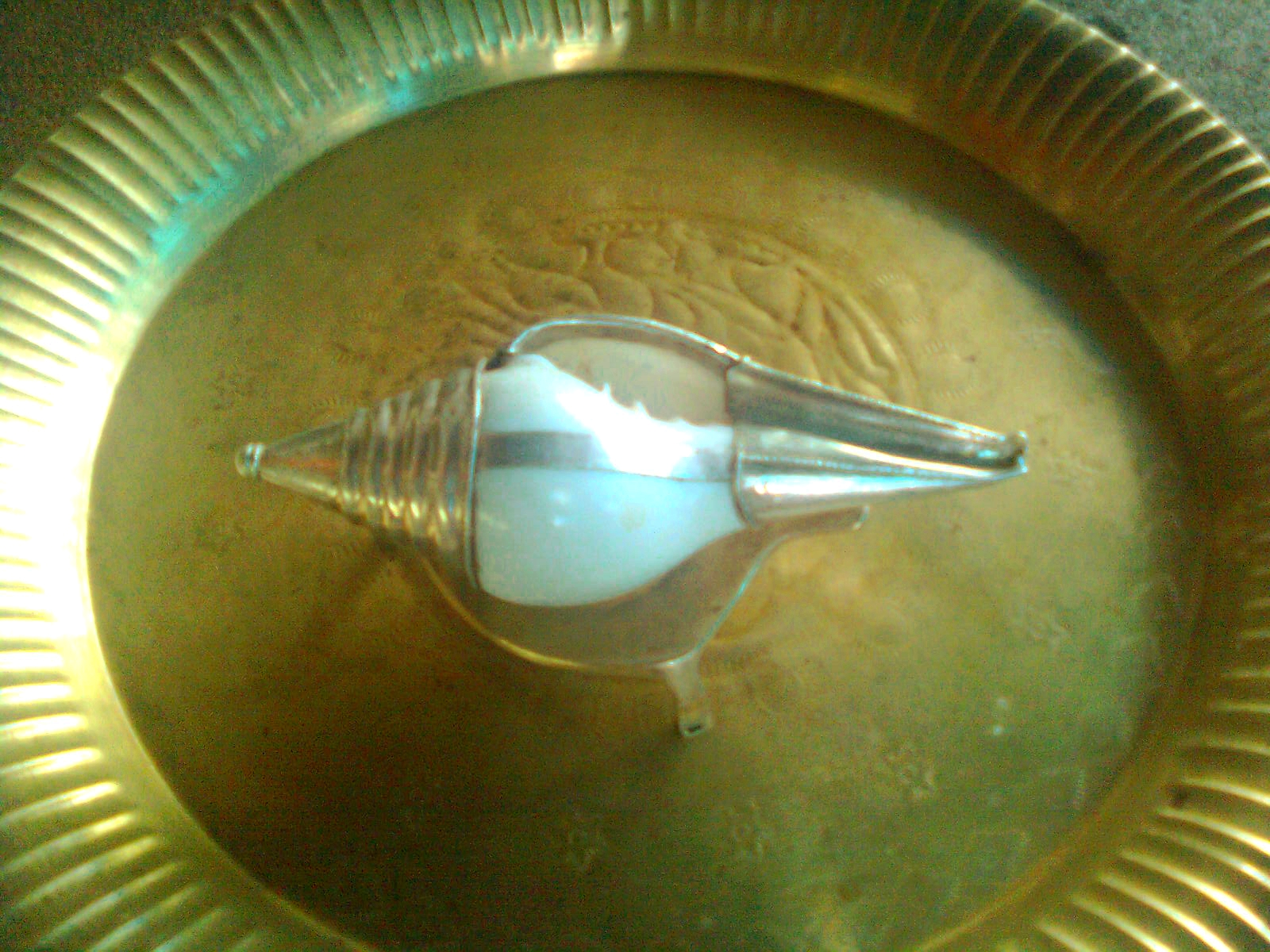
Шанкха в святой воде во время пуджи

## Шанкха в буддизме
В бхагаватизме раковина служила ритуальным символом. Ранние буддисты переняли его как символ верховенства учений Будды. В буддизме раковина символизирует бесстрашие Будды в провозглашении истины Дхармы и его призыв к пробуждению и работе на благо других. Один из тридцати двух главных знаков тела Будды — это его глубокий и звучный голос, подобный звучанию раковины и оглашающий все десять направлений пространства. В иконографии знак представляют три изогнутые, подобные раковинам, линии на шее Будды. Как один из восьми благоприятных символов белая раковина обычно изображается вертикально, зачастую с шёлковой лентой, обвязанной вокруг нижнего сужения. Её закручивание вправо обозначается изгибом и открытым «ртом», который направлен вправо. Раковина также может появляться в горизонтальном положении, служа вместилищем для ароматических жидкостей или духов. Как атрибут в руках раковина символизирует провозглашение Будда-дхармы как аспекта речи. Раковина обычно изображается в левой руке, руке «мудрости» божеств.
Как буддийская чаша для подношений раковина обычно наполняется шафрановой водой, или водой, ароматизированной пятью благоуханными субстанциями: шафраном, сандалом, мускусом, камфорой и мускатом. Также в качестве жидкостей для «раковины духов» (санскр. shankhanakha) в Индии используется розовая вода. Как и многие целебные субстанции или травы, применяемые в тибетских тантрических ритуалах, вода из природного источника должна быть набрана девственницей или ребёнком предпубертатного возраста. В иконографии раковина, наполненная духами, обычно помещается в правом и левом дальних углах чаши для подношений и находится в равновесии с подношением фруктов с противоположной стороны. Белая раковина изображается горизонтально, её спиральный «рот» открывается вправо. Благовонная вода показана как «бурлящее подношение» бледно-голубой жидкости с белыми верхушками волн, символизирующими активную сущность или распространение благоухания духов.

Раковины тибетского буддизма
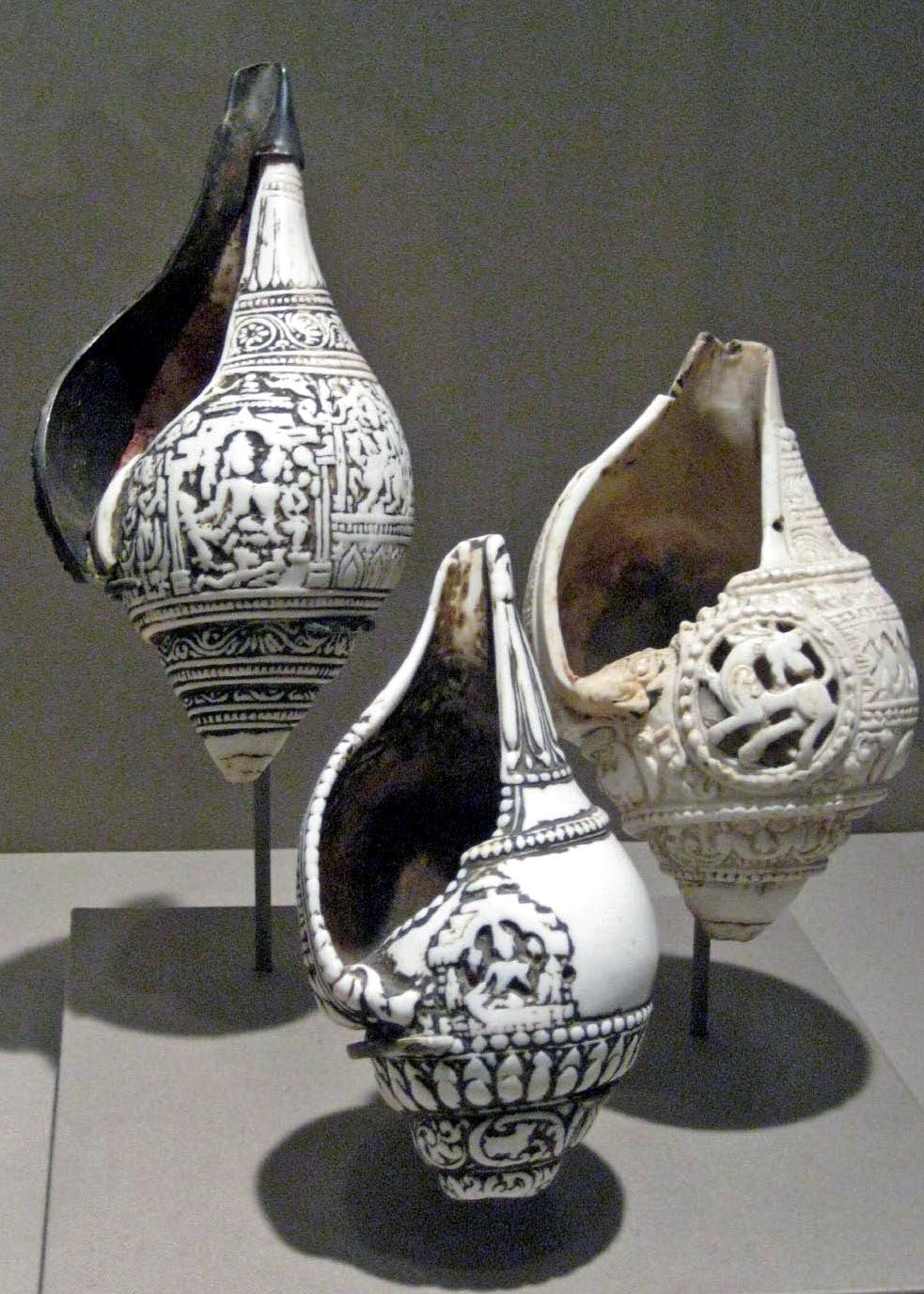
Декорированные шанкхи периода буддистской династии Пала, 900—1100 годы
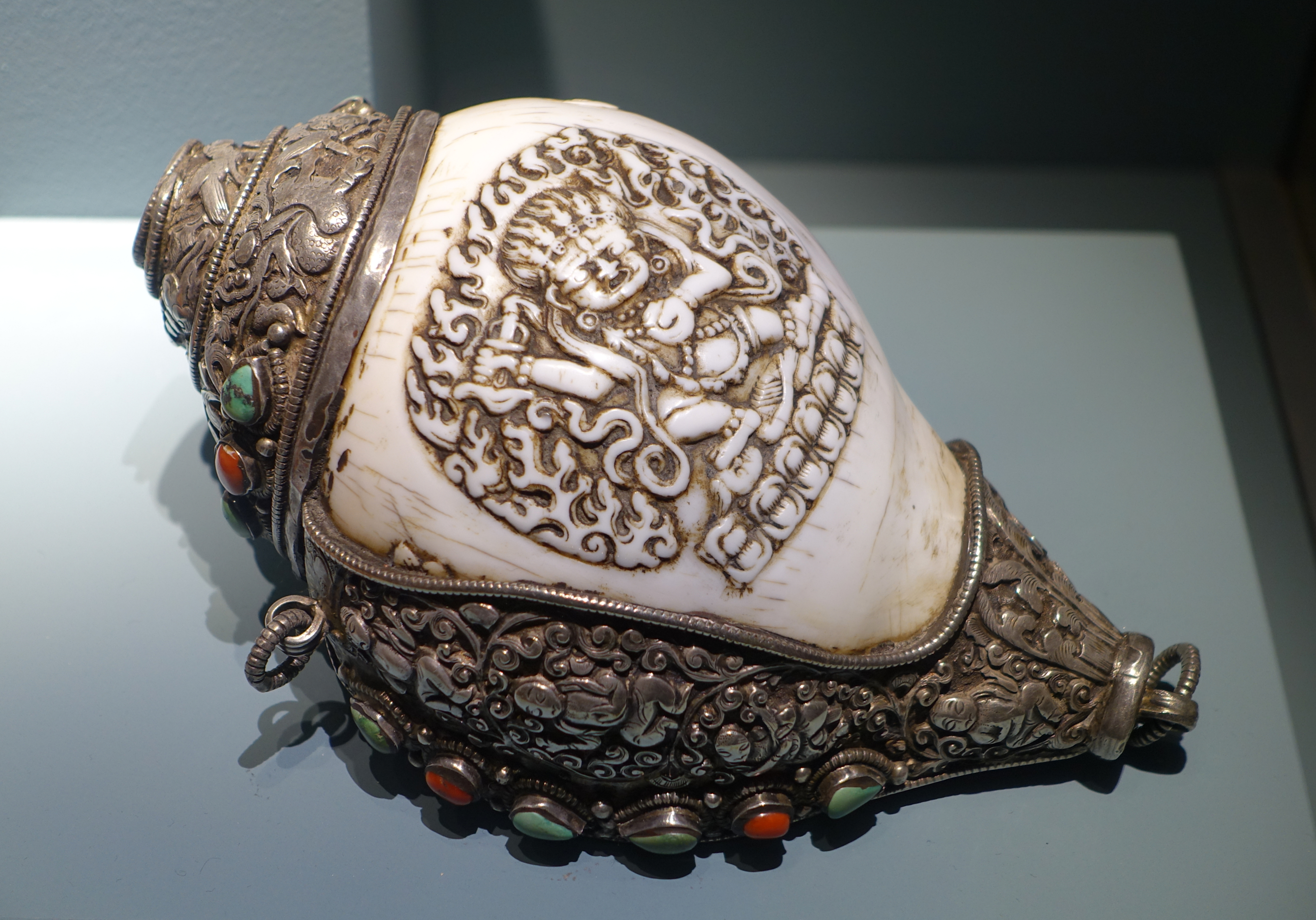
Картрика (ритуальная раковина) тибетского буддизма с серебром и полудрагоценными камнями. Центральный Тибет, XV век с декорированием XVIII века. Из коллекции Музея искусств Колледжа Мидлбери (США)
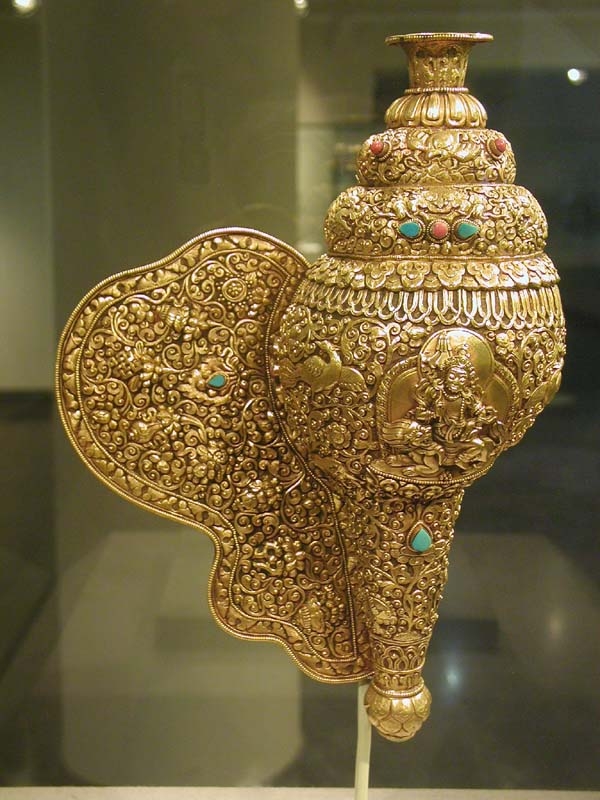
Раковина в традиции тибетского буддизма, декорированная золотом. Империя Цин, Китай. Частная коллекция в Тайване.
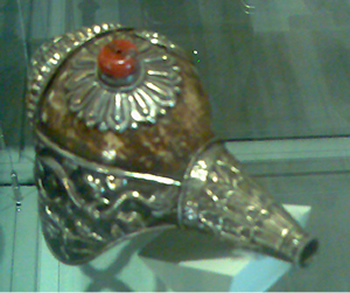
Ритуальная раковина тибетского буддизма на экспозиции Музея Квинсленда, Австралия.

## Шанкха как политический символ
Шанкха являлась королевской эмблемой Траванкора (Индия, XVIII век — 1948 год). Вишну почитался как национальное божество и покровитель Траванкора. Шанкха стала символом индийской политической партии «Биджу джаната дал» из штата Орисса.

Политические символы с шанкхой
Государственный флаг княжества Траванкор
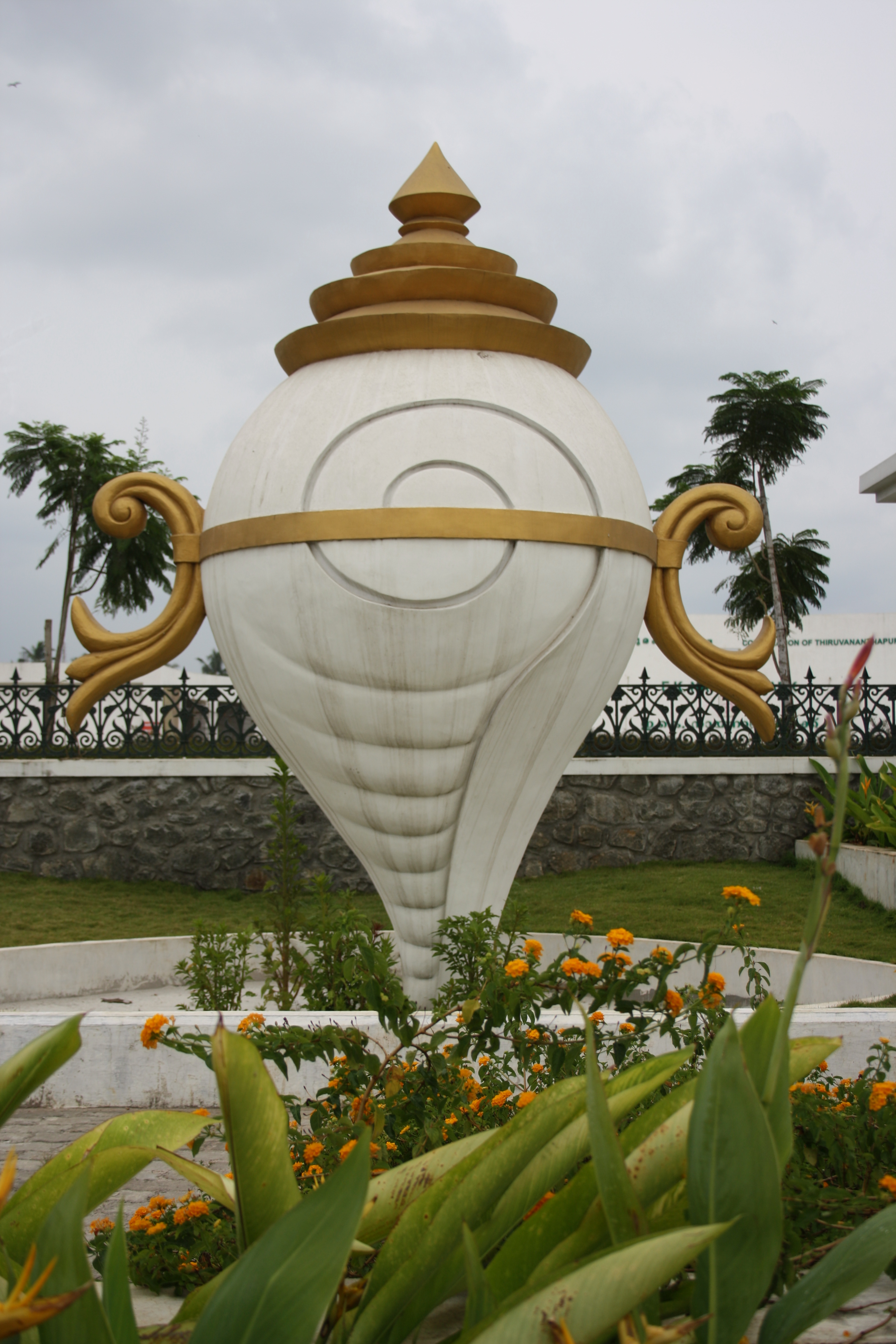
Государственный герб княжества Траванкор
Символ партии «Биджу джаната дал»